# Vigiles urbains
Ne pas confondre avec les matines ou vigiles, prières matinales dans le christianisme.
Les vigiles urbains (en latin : vigiles urbani, littéralement « les yeux de la ville ») sont, sous la Rome antique, les troupes chargées de la lutte contre les incendies et de la police nocturne. Ne disposant que d'effectifs limités sous la République, le service prend de l'importance lors de la réorganisation de la ville de Rome sous Auguste. L'organisation du corps des vigiles reste inchangée jusqu'au Bas-Empire où il devient un service civil sous Constantin. Le corps est finalement dissous, comme les cohortes urbaines, vers la fin du IVe siècle.
Pour un article plus général, voir Organisation de la ville de Rome antique.

## Fonctions

### Les pompiers de Rome
Le feu a toujours été un problème à Rome du fait d'un urbanisme mal contrôlé : des rues étroites et des conditions de vie de la partie la plus pauvre de la population favorisant les départs de feux. La ville subit périodiquement des incendies de grande ampleur, dont le plus connu qui a débuté aux abords du Circus Maximus le 19 juillet 64 et détruit plus des deux tiers de la ville. Malgré ce risque permanent, la ville ne s'est dotée d'un véritable corps spécialisé dans la lutte contre les incendies que tardivement, au tout début de l'Empire.
La mission des vigiles n'est pas seulement d'éteindre les incendies mais aussi de prévenir les risques. Ainsi, ils sont chargés de veiller à ce que chaque insula et chaque domus soit équipée d'un équipement anti-incendie. Ils vérifient également les arrivées d'eau, bassins et fontaines (591 à la fin du Ier siècle, 1 352 au milieu du IVe siècle) mais aussi thermes, branchements d'aqueducs et citernes d'eau des édifices publics et particuliers, ce qui nécessite une connaissance approfondie des quartiers où ils patrouillent. Les commerces les plus à risques, ceux utilisant des foyers, sont étroitement surveillés.

### La police nocturne
En plus de la lutte contre les incendies, les vigiles ont pour mission d'assurer le maintien de l'ordre dans la rue la nuit. Ils ont le pouvoir d'agir contre les voleurs et de poursuivre des esclaves en fuite ainsi que des responsabilités dans l’administration et la justice. Ce service de police s'articule autour de deux éléments essentiels : les postes de police fixes et les rondes. Les vigiles patrouillent la ville la nuit avec leur matériel léger à l'écoute de tout bruit suspect. Malgré de forts effectifs (le corps de vigiles représente près des deux tiers de la garnison de Rome affectée au service de police), la police nocturne semble peu efficace, à tel point que le satiriste antique Juvénal plaisante en qualifiant de stupide et imprévoyante toute personne qui sort le soir en ville sans avoir fait son testament,.
Voyez par exemple cet extrait de Pétrone : alors que des esclaves jouent du cor au sein de la prétendue veillée funèbre de Trimalcion, l'un d'eux « fit tant de bruit qu'il ameuta tout le voisinage : c'est pourquoi les gardes, qui veillaient sur les environs, croyant que la maison brûlait, enfoncèrent incontinent les portes, et, avec de l'eau et des haches, envahirent la maison en désordre. ».

## Organisation du service

### Les effectifs
À la fin de la République, les vigiles chargés de la surveillance des incendies sont peu nombreux. Ils sont recrutés parmi les esclaves publics et placés sous les ordres de tresviri capitales ou tresviri nocturni, en référence à leur mission secondaire de maintien de l'ordre la nuit. Le service est géré par les tribuns de la plèbe et les édiles. L'organisation de ce premier corps de pompiers se révèle vite insuffisante et incapable de lutter efficacement contre les incendies. Pour pallier ce défaut, de riches particuliers mettent sur pied leurs propres compagnies avec leurs esclaves (familia privata),. En 22 av. J.-C., Auguste réforme le service et fait augmenter les effectifs qui atteignent 600 pompiers, placés sous les ordres des édiles curules ou des magistrats de quartiers en cas de besoin. En 6 ap. J.-C., Auguste lève une taxe de 4 % sur la vente d'esclave afin de financer une nouvelle augmentation de leur nombre, leurs effectifs atteignant alors 7 000 hommes. Il crée le corps des vigiles, d'apparence civile pour éviter d'installer des troupes en ville, mais organisés selon un modèle militaire.
Le corps est divisé en sept cohortes d'environ 1 000 hommes (plus précisément entre 930 et 1 130 hommes) commandées chacune par un tribun militaire, à l'image des cohortes urbaines ou prétoriennes. Mais contrairement aux autres cohortes milliariae, chaque cohorte de vigiles est divisée en sept centuries, de 85 à 173 hommes, et non dix. La première est commandée par un centurion primipile et les six autres par de simples centurions. Il n'y a donc pas de division en manipules, plus adaptée au combat. Autre différence, les cohortes de vigiles sont exclusivement composées de fantassins (peditatae) et ne disposent pas de contingent de cavalerie. Les officiers sont les seuls à appartenir à l'armée proprement dite. Sous Claude, un corps de vigiles est détaché de la garnison de Rome et stationne dans le port d'Ostie également touché par de nombreux incendies qui détruisent les entrepôts et magasins et les marchandises qu'ils contiennent, provoqués pour la plupart par la fermentation des grandes quantités de blé stockées. D'après Suétone, Claude détache une cohorte non seulement à Ostie, mais également à Pouzzoles. Les cohortes sont doublées à partir de 205 pour couvrir la quarantaine de régions administratives que compte désormais la ville.

### Les casernes des vigiles

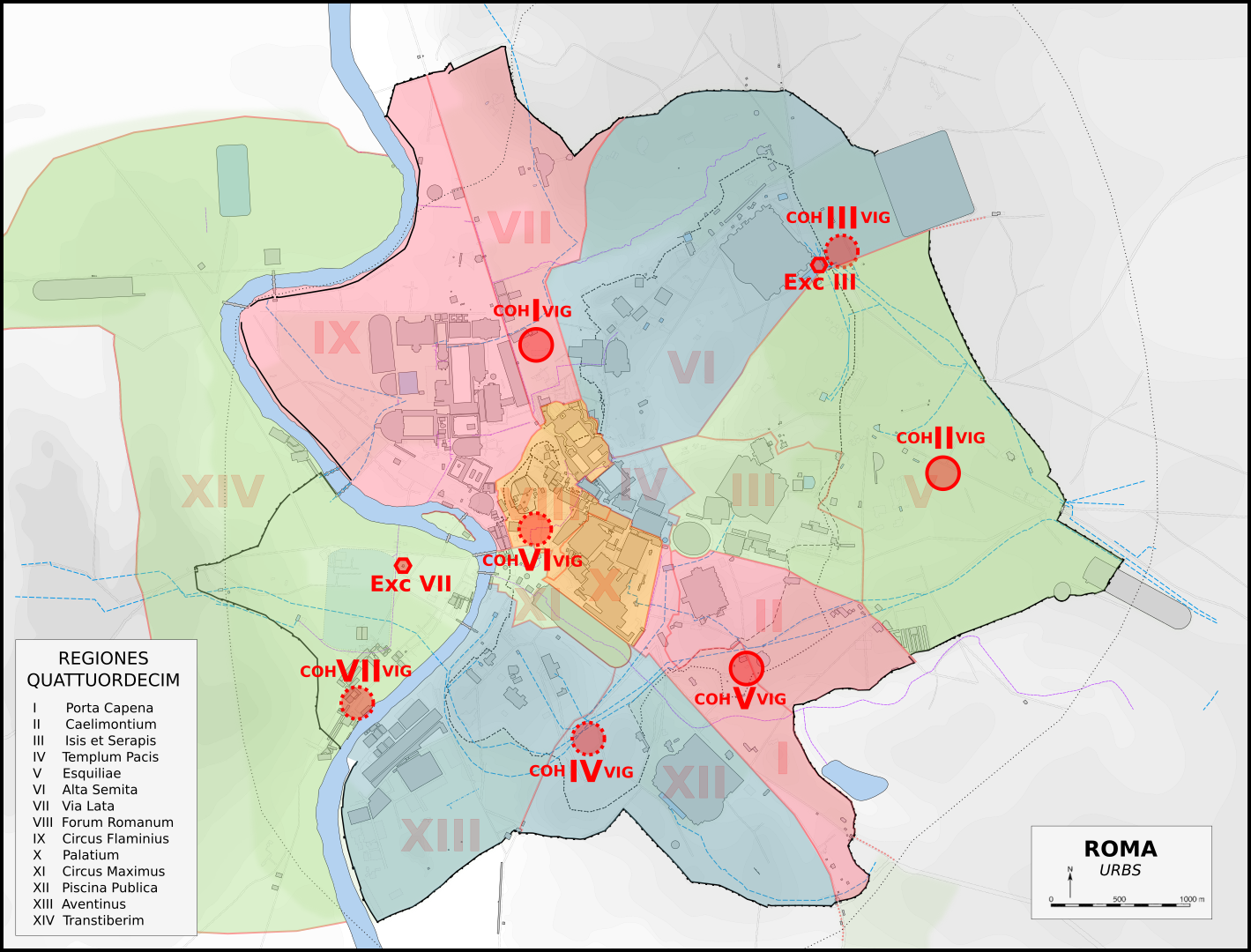
Localisation des sept casernes de vigiles ainsi que les régions qu'elles prennent en charge.

Chaque cohorte stationne dans une caserne, à raison d'une caserne pour deux régions administratives. Des excubitoria, postes de veille, permettent de mieux couvrir le territoire à surveiller. Le siège du service, avec les bureaux du préfet et de l'état-major, se trouve à la caserne de la Ire cohorte des vigiles (statio primae cohortis vigilum), dans la partie méridionale du Champ de Mars, peut-être dans le quadriportique du théâtre de Balbus, en relation avec un temple dédié à Vulcain. C'est dans ce bâtiment que le préfet des vigiles a ses bureaux et son tribunal et c'est de là qu'il part toutes les nuits effectuer les rondes réglementaires.

### Recrutement
Après la réforme d'Auguste, les vigiles sont recrutés parmi les affranchis,. Assez vite, les pérégrins sont admis dans ces unités. Au IIe siècle, ces hommes sont essentiellement recrutés en Italie, comme les autres soldats de la garnison de Rome, et on ne compte que quelques Africains et Orientaux dans leurs rangs. À partir du IIIe siècle, le corps devient accessible aux citoyens romains qui constituent alors la grande majorité des vigiles. Le recrutement concerne des hommes âgés de 19 à 23 ans, en bonne condition physique et maîtrisant les connaissances élémentaires de lecture et d'écriture. Le simple pompier est logé et nourri, touche une solde de 150 deniers par an et bénéficie des distributions gratuites de blé.

### Service et avancement
Leur durée de service est d'une vingtaine d'années, peut-être seize ans comme la garde prétorienne, contre vingt-cinq ans pour les troupes auxiliaires. Les vigiles, qui au départ ne sont pas considérés comme des soldats, voient peu à peu leur condition juridique s'améliorer. En 24, une loi du consul Lucius Visellius Varro (en) accorde le droit de cité aux vigiles au bout de six ans de service,. Il semble que sous le règne de Septime Sévère, le temps de service pour obtenir le droit de cité est abaissé à trois ans. Une fois acquis la citoyenneté romaine, les vigiles peuvent espérer accéder aux corps plus considérés, comme les cohortes urbaines ou les cohortes prétoriennes. Malgré tout, les vigiles conservent une situation juridique inférieure au reste des soldats de Rome.

### Les différents postes

#### Le préfet des vigiles
À Rome, les vigiles urbains sont placés sous le commandement d'un préfet, le praefectus vigilum urbi, de rang équestre et désigné par l'empereur. Cette préfecture ne partage pas le prestige des autres grandes préfectures de Rome comme celle de la Ville, celle du Prétoire et celle de l'Annone et est considérée comme une fonction subalterne. Le préfet est investi de pouvoirs militaires et civils, ces derniers lui donnant juridiction sur les incendiaires, les cambrioleurs, les voleurs et les receleurs. Il peut condamner à des peines légères, les cas importants sont transférés sous la responsabilité du préfet de la Ville,. Chaque nuit, il doit lui-même diriger une des rondes et circuler toute la nuit,. Le préfet des vigiles dispose d'un droit de perquisition chez les particuliers pour vérifier si les équipements anti-incendies adéquats sont bien présents et si les normes de sécurité sont bien respectées.
Sous le règne de Trajan apparaît un subpraefectus vigilum ou vigilibus permettant de soulager le préfet de quelques-unes de ses missions, ce dernier ayant de plus en plus d'attributions juridiques. Le sous-préfet des vigiles est installé dans des bureaux particuliers, semblables à ceux du préfet, mais disposant d'un effectif moins important. Le cas échéant, il remplace le préfet. Un deuxième sous-préfet apparaît au cours du IIIe siècle, chargé du détachement de vigiles installé à Ostie.

#### Officiers
Parmi les officiers placés sous les ordres du préfet des vigiles, on trouve les tribuns qui commandent les cohortes, et les centurions, qui commandent les centuries composant chaque cohorte. Tous ont déjà servi dans les légions avant d'être recrutés. Contrairement aux autres tribuns de l'armée romaines, les tribuns des cohortes de vigiles ne sont pas issus de l'ordre sénatorial ou équestre. Il s'agit de centurions légionnaires, souvent des primipiles, qui bénéficient d'un avancement. Les tribuns et centurions peuvent espérer obtenir de l'avancement et intégrer les cohortes urbaines ou prétoriennes.

#### Sous-officiers
Comme les officiers, les sous-officiers (les principales) sont issus des légions romaines mais contrairement aux officiers, ils n'appartiennent pas à l'armée. Ils forment deux corps, ceux qui dirigent les troupes et ceux qui sont affectés dans les états-majors du préfet et du sous-préfet.

#### Les hommes de troupe

##### Équipement
Lorsqu'un feu est découvert, la lutte se fait au moyen de seaux (hamae), de récipients remplis de poix (pice illitae), de tissus enduits de vinaigre (centones) fixés au bout de longues perches (perticae), de haches, de serpes, d'échelle (scalae), d'éponges (spongiae) et de pompes pour transporter l'eau, mais également de divers outils incluant des faux, des grappins et des balistes permettant de détruire les maisons avant l'arrivée des flammes afin de contenir le foyer de l'incendie. L'entretien et le maniement de tous ces équipements incombent à des troupes spécialisées, les immunes. Néanmoins, le gros des troupes de vigiles est composé de simples pompiers (les milites) qui servent d'aides à divers postes lors des interventions.
Les moyens à la disposition des vigiles pour affronter le feu paraissent aujourd'hui dérisoires. Les pompes se révèlent souvent inefficaces du fait de leur taille et de leur débit insuffisant. L'eau n'est donc pas l'arme principale des vigiles. En fait, l'objectif n'est pas de sauver les édifices touchés mais d'éviter que l'incendie ne s'étende et ne devienne incontrôlable, comme en 64. L'essentiel de la manœuvre consiste donc à détruire les édifices autour du foyer qui peut très facilement se propager dans l'étroit réseau de rues et du fait des matériaux de construction utilisés, comme le bois, qui s'enflamment facilement. La plupart du matériel à la disposition des vigiles comme les haches, marteaux ou les grappins, est adaptée à la mise en œuvre de cette technique.

##### Troupes spécialisées

###### L'aquarius
Les aquarii sont attachés au service de l'eau. Ils sont responsables de l'approvisionnement en eau lors des incendies et supervisent la manœuvre des seaux (hamae). Ils doivent connaître tous les points d'eau utilisables dans les régions couvertes par leur cohorte.

###### Lesiphonarius
Tout comme les aquarii, les siphonarii (ou sifonarii) sont attachés au service de l'eau. Ils sont chargés de l'entretien des pompes à eau (siphones). Ils supervisent les manœuvres des pompes effectuées par des milites lors d'un incendie. Ces pompes sont alimentées par des porteurs de seaux dirigés par les aquarii.

###### L'emitularius
Les emitularii constituent le service de sauvetage des vigiles. Ils disposent de matelas (emitula) pour recevoir les victimes qui sautent des immeubles menacés ou enflammés.

###### Lefalciariuset l'uncinarius
Les falciarii, porteurs de faux (falces), et les uncinarii, équipés de grappins (uncinae), sont chargés de détruire les édifices fragilisés.

###### Leballistarius
Les ballistarii sont les vigiles spécialisés dans le maniement des balistes, sorte de catapultes utilisées pour détruire les édifices autour du foyer de l'incendie. L'objectif est de circonscrire l'incendie en dégageant un espace libre autour des immeubles touchés et l'empêcher de s'étendre. Au IIIe siècle, les ballistarii sont organisés en trois groupes par cohorte, commandés chacun par un optio.

###### Lecentonarius
Les centonarii utilisent des tissus (centones) enduits de vinaigre qu'ils plaquent contre les parois en feu pour étouffer les flammes à l'aide de longues perches.

###### Autres postes
Parmi les troupes de vigiles, on trouve également un chapelain, le victimarius, qui entretient le culte de l'empereur et des dieux protecteurs de la caserne, Vulcain et Stata Mater. Pour chaque cohorte il y a quatre médecins (medici) accompagnés d'infirmiers et d'esclaves, composant un service de santé plus important que dans les autres corps. Ces médecins semblent être pour la plupart des affranchis d'origine grecque. On trouve également des porte-enseignes (imaginiferi) et des trompettes (buccinatores) chargés de sonner l'alarme.

### Auteurs antiques
- Tacite, Annales
- Digeste, livre I, XV

### Auteurs modernes
- Léon Homo, Rome impériale et l'urbanisme dans l'Antiquité, Albin Michel, coll. « L'évolution de l'humanité », 1971, 665 p.
- Catherine Salles, « Les pompiers de Rome », L'Archéologue, Archéologie nouvelle, no 106,‎ février/mars 2010, p. 60-62
- Chantal Vogler, « La lutte contre les incendies dans la Rome impériale », dans François Vion-Delphin et François Lassus, Les hommes et le feu de l'antiquité à nos jours, Presses Universitaires de Franche-Comté, 2007, 360 p., p. 199-211
- Sabine Lefebvre, L'administration de l'empire romain : d'Auguste à Dioclétien, Armand Colin, 2011, 224 p.
- Pierre Cordier, Rome, ville et capitale : de César à la fin des Antonins, Éditions Bréal, 2001, 192 p.
- Robert Sablayrolles, Libertinus miles. Les cohortes de vigiles, Rome, École française de Rome, coll. « Collection de l'École française de Rome » (no 224), 1996, 875 p. (ISBN 2-7283-0365-7, lire en ligne)